# Llicència pública de la Unió Europea
La Llicència Pública de la Unió Europea (EUPL) és una llicència de programari lliure que va ser escrita i aprovada per la Comissió Europea. La llicència està disponible en 23 idiomes oficials de la Unió Europea: búlgar, txec, danès, alemany, estonià, grec, anglès, castellà, francès, italià, letó, lituà, hongarès, maltès, neerlandès, polonès, portuguès, romanès, eslovac, eslovè, finès, suec, i croat. Totes les versions lingüístiques tenen la mateixa validesa. La seva darrera versió, EUPL v1.2, es va publicar el maig de 2017. La documentació revisada per a la v1.2 es va publicar a finals ‑ 2021.
El programari, produït principalment per administracions europees, té llicència l'EUPL des del llançament de l'⁣Observatori i dipòsit europeu de codi obert (OSOR) l'octubre de 2008, que ara forma part de la plataforma col·laborativa Joinup.

## Història
Originalment, EUPL estava pensat per ser utilitzat per a la distribució de programari desenvolupat en el marc del programa IDABC, donat el seu abast genèric, també era apte per a qualsevol desenvolupador de programari. El seu objectiu principal és centrar-se a ser coherent amb la llei de drets d'autor dels estats membres de la Unió Europea, alhora que manté la compatibilitat amb les llicències de programari lliure populars com la Llicència Pública General de GNU. Els primers paquets de programari IDABC esmentats són CIRCA groupware, IPM i el programari d'especificació eLink G2G, G2C, G2B .

## Comparació amb altres llicències de codi obert/programari lliure
EUPL és la primera llicència de codi obert publicada per un organisme de govern internacional. Un objectiu d'aquesta llicència és crear una llicència de codi obert disponible en 23 idiomes oficials de la Unió Europea, i que segur que s'ajusta a les lleis de drets d'autor existents dels estats membres de la Unió Europea.
La llicència es va desenvolupar tenint en compte altres llicències de codi obert i autoritza específicament que les obres cobertes es tornin a publicar sota les llicències següents, quan es combinen amb el codi cobert en obres més grans:
| Compatibilitat explícita de llicències             | Afegit en versió          |
| -------------------------------------------------- | ------------------------- |
| GNU General Public License (GPL) v. 2 i v. 3       | GPL v3 afegit a EUPL v1.2 |
| Llicència de programari obert (OSL) v. 2.1, v. 3.0 | EUPL v1.0                 |
| Llicència pública comuna v. 1.0                    | EUPL v1.0                 |
| Eclipse Public License v. 1.0                      | EUPL v1.0                 |
| CeCILL v. 2.0 i V 2.1                              | EUPL v1.0                 |
| Llicència pública de Mozilla v. 2                  | EUPL v1.2                 |
| LGPL v2.1 i V3                                     | EUPL v1.2                 |
| LiLIQ-R i LiLIQ-R+                                 | EUPL v1.2                 |
| GNU Affero General Public License (AGPL) v. 3      | EUPL v1.2                 |

Moltes altres llicències aprovades per OSI són compatibles amb l'EUPL: JOINUP publicà per exemple una matriu general de compatibilitat entre totes les llicències aprovades per OSI i l'EUPL.
A OSS-Watch es publicà també una visió general de la llicència EUPL i del que la fa diferent.
L'any 2020, la Comissió Europea publica Joinup Licensing Assistant, que fa possible la selecció i comparació de més de 50 llicències, amb accés al seu identificador SPDX i text complet.

## Versions
EUPL v1.0 es va aprovar el 9 de gener de 2007.
EUPL v1.1 va ser aprovada per la Comissió Europea el 9 de gener de 2009. EUPL v1.1 té la certificació OSI des del març de 2009.
EUPL v1.2 es va publicar el maig de 2017. EUPL v1.2 té la certificació OSI el juliol de 2017.

### Versió 1.2
L'EUPL v1.2 es va preparar a partir del juny de 2013 el seu procés de decisió va començar el 2016 i es va publicar el 19 de maig de 2017. Un objectiu principal de l'EUPL v1.2 és actualitzar l'apèndix de llicències compatibles per cobrir les llicències populars més noves com ara GNU GPLv3 i AGPLv3.
D'acord amb l'EUPL v.1.1, la Comissió Europea pot publicar altres versions lingüístiques o noves versions de l'EUPL, en la mesura que sigui necessari i raonable, sense reduir l'abast dels drets atorgats per la Llicència. Les actualitzacions futures no seran aplicables automàticament quan el programari s'hagi llançat expressament «només sota l'EUPL v.1.1».
Les noves disposicions cobreixen l'escletxa del proveïdor de serveis d'aplicacions de la distribució de programari: la distribució o la comunicació (del programari) inclou proporcionar «accés a les seves funcionalitats essencials» en línia.
Una especificitat de l'EUPL v1.2 és que, al contrari de la GPL, és compatible amb totes les altres llicències recíproques enumerades a l'apèndix EUPL. La compatibilitat significa que després de combinar el codi cobert amb el codi cobert per una llicència compatible, el treball derivat (combinat) resultant es pot distribuir sota la llicència compatible.
Una altra especificitat de l'EUPL és que és interoperable, sense cap efecte viral en cas d'⁣enllaç estàtic i dinàmic. Actualment depèn de la legislació europea i nacional, segons la Directiva de programes informàtics (Directiva 91/250 CEE o 2009/24). El considerant 10 d'aquesta Directiva defineix la interoperabilitat i el considerant 15 estableix que per fer que dos programes siguin interoperables, el codi necessari es pot copiar, traduir o adaptar. Per exemple, prenem el programa A (nou codi original acabat d'escriure) i el programa B (un programa amb llicència d'un tercer), el desenvolupador/llicenciador d'A, que també és un titular legítim o destinatari de B pot reproduir en A el codi necessari de B (per exemple, les API o les estructures de dades necessàries del programa B) sense infracció dels drets d'autor i sense l'autorització del titular dels drets d'autor de B. El llicenciador de A pot fer-ho i distribuir-ho sense estar subjecte a condicions o limitacions imposades per una llicència del programa B. Això ha de ser compatible amb l'ús normal del programa B i no pot perjudicar l'interès legítim del titular dels drets d'autor de B.
A diferència dels «articles», els «considerants» de la directiva no es transposen com a tals a les lleis nacionals. Tanmateix, els considerants formen part del dret europeu: serveixen per entendre l'abast i la raó de la llei, i seran utilitzats pel tribunal per interpretar la llei, segons els casos. Tot i que no es considera que els considerants de les directives i reglaments de la UE tinguin valor legal independent, poden ampliar l'abast d'una disposició ambigua. No poden restringir l'abast d'una disposició inequívoca, però es poden fer servir per determinar la naturalesa d'una disposició o adaptar-la a noves circumstàncies.

### L'EUPL ésStrong Copyleft?
És important fer una distinció entre les diferents accepcions del concepte Strong Copyleft. Segons la visió del llicenciador GPL/AGPL, això significa algunes restriccions i condicions pel que fa a la interoperabilitat (a causa de la teoria que enllaçar un altre programari amb el codi cobert crea un derivat combinat) i pel que fa a la compatibilitat (ja que cap derivat podria tenir llicència sota una altra llicència, que poden generar incompatibilitats). La visió de l'EUPL que depèn de la legislació de la UE és tot el contrari: l'enllaç no fa cap derivat i quan fusionar codi font amb llicència diferent és una necessitat, el derivat resultant es pot llicenciar sota una llicència compatible. Per a alguns d'ells, se sap que el copyleft és «més feble» (és a dir, el MPL), però això no té cap impacte perquè, segons l'EUPL, la llicència compatible prevaldrà quan les seves disposicions entren en conflicte amb les de l'EUPL. Com que cap de les llicències compatibles prohibeix la forta reciprocitat implementada per l'EUPL (obligació de publicar i compartir el codi font dels derivats, fins i tot distribuïts a través d'una xarxa), el copyleft resultant de l'EUPL es pot considerar fort. Per aquest motiu, l'advocat alemany Niklas Plutte va crear per a l'EUPL la nova categoria de «Llicència de copyleft interoperable».

## Polítiques dels estats membres
A partir de l'any 2010, els estats membres de la UE adopten o revisen polítiques destinades a fomentar, quan escaigui, la distribució de codi obert d'aplicacions del sector públic. L'EUPL s'esmenta formalment en algunes d'aquestes polítiques:
- Malta[Enllaç no actiu]
- Espanya
- Estònia: Ministeri d'Afers Econòmics i Comunicacions, Departament de Sistemes d'Informació de l'Estat. Anuari Societat de la Informació 2009
- Eslovàquia
- França: Decret n° 2021-1559 d'1 de desembre de 2021, pel qual es modifica el Codi de relacions entre el públic i l'administració, article D323-2-1, i següents.[23]